# Ministero dell'interno e delle relazioni con il Regno
Il Ministero dell'Interno e le relazioni del Regno (in olandese: Ministerie van Binnenlandse Zaken en Koninkrijksrelaties; BZK) è il ministero olandese responsabile per la politica interna, il servizio civile, la pubblica amministrazione, le elezioni, i governi locali, l'intelligence e le relazioni del Regno. Il Ministero fu creato nel 1798 come Dipartimento di Polizia Interna per monitorare lo stato di dighe, strade e acque della Repubblica Batava. Nel 1876 divenne Ministero dell'Interno e cambiò vari nomi prima di adottare il suo nome attuale nel 1998.
Il ministro dell'Interno e delle relazioni del Regno (in olandese: Minister van Binnenlandse Zaken en Koninkrijksrelaties) è a capo del ministero e membro del Governo dei Paesi Bassi. L'attuale ministro è Hanke Bruins Slot, che è in carica dal 10 Gennaio 2022.

## Storia
Un precursore del ministero, il Dipartimento per la politica interna e la supervisione sullo stato delle opere idriche, fu fondato nella Repubblica Batava nel 1798. Questo dipartimento fu ribattezzato Ministero dell'Interno nel 1801, e questo nome fu portato a termine quando i Paesi Bassi riacquistarono la sua indipendenza nel 1813. La sua portata iniziale comprendeva settori politici così diversi come l'istruzione, il commercio, la salute pubblica e la telegrafia. Quando il ruolo del governo si espanse con l'avvento dello stato sociale nel tardo XIX secolo e all'inizio del XX secolo, molte di queste aree politiche furono trasferite ad altri ministeri. Ciò iniziò nel 1877, quando fu istituito il Ministero della gestione delle acque, del commercio e dell'industria. Questo sviluppo è continuato nel XX secolo. Nel 1918, gli alloggi pubblici furono trasferiti al Ministero del Lavoro e venne istituito un Ministero dell'Istruzione, delle Arti e delle Scienze. Il ministero è stato brevemente ribattezzato Ministero degli Interni e dell'Agricoltura nel 1923, ma l'agricoltura è stata trasferita al Ministero degli Affari Economici nel 1932.
Più recentemente, il ministero ha acquisito determinate competenze. Nel 1998, le responsabilità precedentemente ricoperte dal Gabinetto per gli affari delle Antille olandesi e di Aruba, un residuo del Ministero degli affari coloniali, furono assegnate al ministero dell'interno, che fu ribattezzato Ministero dell'Interno e delle Relazioni del Regno, riferendosi alle relazioni tra i diversi paesi membri all'interno del Regno dei Paesi Bassi. Nel 2010, la politica di sicurezza, compresi i servizi di polizia e antincendio, sono stati trasferiti al nuovo Ministero della giustizia e della sicurezza, mentre il Ministero dell'Interno e delle Relazioni del Regno ha riguadagnato in cambio la competenza delle abitazioni pubbliche.

## Responsabilità
Il ministero è chiamato "Madre di tutti i ministeri" perché la maggior parte dei ministeri, come l'ex Ministero dell'Agricoltura, della Natura e della Qualità degli alimenti e il Ministero dell'Istruzione, della Cultura e della Scienza, si sono separati dal ministero in un momento o nell'altro. È anche chiamato "ministero residuo", perché è stato lasciato con un diverso insieme di responsabilità dopo queste divisioni. Il Ministero si occupa delle seguenti questioni:
- Democrazia e Rule of Law
- Pubblica amministrazione
- La qualità del personale e della gestione all'interno del governo centrale
- La Costituzione olandese e il sistema di governo costituzionale
- La partnership con Curaçao, Sint Maarten e Aruba
- Edilizia pubblica e edifici governativi

Poiché condivide così tante responsabilità e ha due edifici (vecchi e nuovi) con il Ministero della giustizia e della sicurezza, a volte questi due sono chiamati ministeri gemelli.

## Organizzazione
Il Ministero ha tre Agenzie governative e due Direzioni:
| Agenzie governative              | Agenzie governative              | Agenzie governative                                                                                   | Agenzie governative              | Responsabilità                             |
| -------------------------------- | -------------------------------- | --- | -------------------------------- | ------------------------------------------ |
|                                  |                                  | Consiglio di ricerca per la sicurezza (olandese: Onderzoeksraad Voor Veiligheid)                      | OVV                              | Inchiesta sugli incidenti                  |
|                                  | Government Real Estate Agency    | Agenzia immobiliare governativa (olandese: Rijksvastgoedbedrijf)                                      | RVB                              | Bene immobile                              |
| Agenzia governativa indipendente | Agenzia governativa indipendente | Agenzia governativa indipendente                                                                      | Agenzia governativa indipendente | Responsabilità                             |
|                                  |                                  | Servizio di intelligence e sicurezza generale (olandese: Algemene Inlichtingen- en Veiligheidsdienst) | AIVD                             | Agenzia di Intelligence • Servizio segreto |

- Direzione per la pubblica amministrazione (DGOO)
- Direzione per la politica di gestione e del personale (BW)
- Direzione per gli affari costituzionali e le relazioni del Regno (CKR)